# نووو مومچیلووو
نووو مومچیلووو (به صربی: Novo Momčilovo) یک منطقهٔ مسکونی در صربستان است که در ژیتوراجا واقع شده‌است. نووو مومچیلووو ۸۵ نفر جمعیت دارد.